# Vinzenz von Agen
Vinzenz von Agen war der christlichen Legende nach Diakon und Märtyrer im 3. oder 4. Jahrhundert in Venetum nahe bei Agen in Südfrankreich. Der Überlieferung aus dem Jahre 550 nach machte er während einer Zeremonie des heidnischen Sonnenkultes, bei der ein Feuerrad verwendet wurde, das Kreuzzeichen und brachte damit das Feuer zum Erlöschen. Nachdem Vinzenz verhaftet wurde und sich zum Christentum bekannte, wurde er misshandelt und enthauptet. Christen bestatten ihn. Als etwa 150 Jahre später sein Körper aufgefunden wurde, war dieser völlig unverwest und wurde erneut feierlich beigesetzt.
Die Verehrung des heiligen Vinzenz, von der auch Venantius Fortunatus und Gregor von Tours berichten, befand sich im 6. Jahrhundert auf ihrem Höhepunkt. Während der Normanneneinfälle im 9. Jahrhundert wurden die Reliquien des Heiligen ins Kloster von Conques gebracht, später nach Conques. Einige Reliquien befinden sich auch in der Marienkirche in Berlin-Spandau.
Sein Gedenktag in der katholischen Kirche ist der 9. Juni.